# IWAミッドサウスタッグ王座
IWAミッドサウスタッグ王座（アイダブリューエーみっどさうすたっぐおうざ | IWA Mid-South Tag Team Championship ― アイダブリューエー・ミッド・サウス・タッグ・チーム・チャンピオンシップ）は、1997年に創設された、IWAミッドサウスの認定によるタッグの王座である。

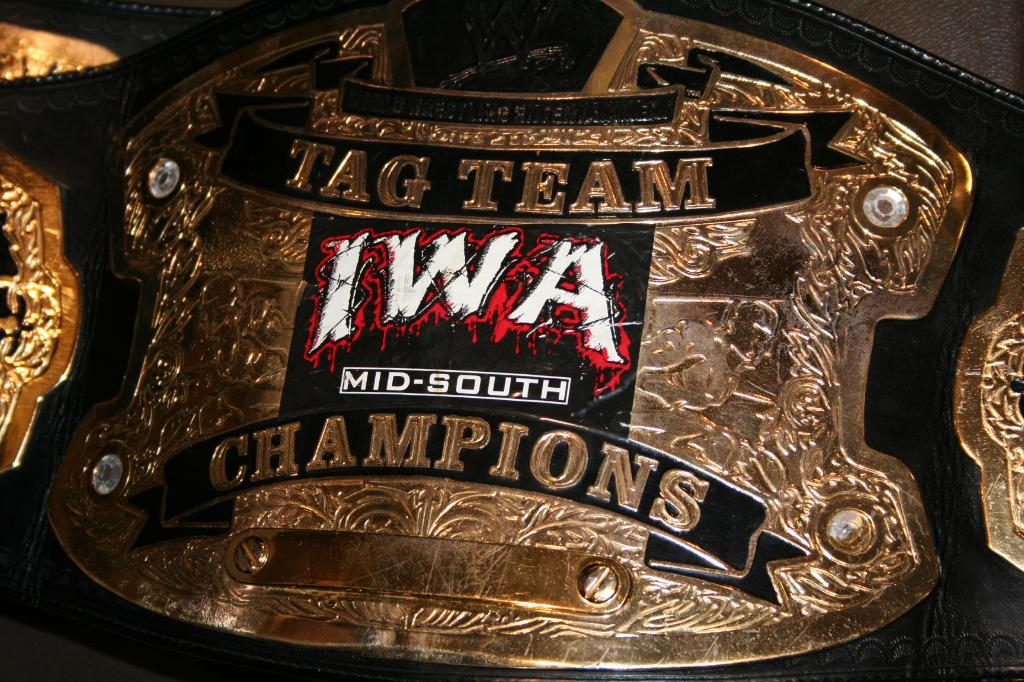
IWAミッドサウスタッグ王座―そのチャンピオンベルト

## 来歴
1997年7月18日―米国ケンタッキー州ルイビル―ブル・ペインとタレク・ザ・グレートを破ったウォー・マシーンズというタッグが初代の獲得者へ。続けてミスフィッツというタッグがこれを獲得したのちに、一時的に廃止状態へ。そして2002年の2月1日―ローリン・ハード∽ミッチ・ペイジ組がトッド・モートン∽ミッチ・ライダー組を下すと同時に再開となった。
その2002年の4月にあっては、イアン・ロッテン∽ネクロ・ブッチャー組を破ったローリン・ハード∽ミッチペイジ組が、この王座の歴史上初であった2度目の獲得を果たす。やがてこの年の8月頃からしばらく空位の時期が続くこととなった。
その創設からおおよそ10年を経た2008年にあっては、女子プロレスラーのミッキー・ナックルズが2名の男子プロレスラーらとチームを組んだうえで、この王座の歴史上初の女性による戴冠を果たすに至った。

## 獲得史
| 獲得者                                                                    | 回 | 日            | 獲得地                           |
| ------------------------------------------------------------------------- | -- | ------------- | -------------------------------- |
| ウォー・マシーンズ                                                        | 1  | 1997年7月18日 | ケンタッキー州ルイビル           |
| ミスフィッツ                                                              | 1  | 1997年9月4日  | ケンタッキー州ルイビル           |
| ローリン・ハード∽ミッチ・ペイジ                                           | 1  | 2002年2月1日  | インディアナ州チャールズタウン   |
| バッド・ブリード（アクセル・ロッテン∽イアン・ロッテン）                   | 1  | 2002年3月2日  | イリノイ州モーリス               |
| ローリン・ハード∽ミッチ・ペイジ                                           | 2  | 2002年4月5日  | インディアナ州インディアナポリス |
| イアン・ロッテン∽キャッシュ・フロ                                         | 1  | 2002年5月3日  | インディアナ州インディアナポリス |
| イアン・ロッテン∽タレク・ザ・グレート                                     | 1  | 2002年5月10日 | インディアナ州クラークスビル     |
| ローリン・ハード∽ミッチ・ペイジ                                           | 3  | 2002年5月18日 | インディアナ州クラークスビル     |
| マーク・ウォルフ∽ハリー・パーマー                                         | 1  | 2002年8月3日  | インディアナ州クラークスビル     |
| トレイシー・スマザーズ∽クリス・ハムリック                                 | 1  | 2004年5月29日 | インディアナ州ハイランド         |
| ブラッド・ブラッドリー∽ライアン・ボズ                                     | 1  | 2004年5月30日 | インディアナ州ハモンド           |
| アイアン・セインツ（ヴィトー・トーマセリー∽サル・トーマセリー）           | 1  | 2005年6月11日 | ペンシルベニア州フィラデルフィア |
| バッド・ブリード（アクセル・ロッテン∽イアン・ロッテン）                   | 2  | 2005年7月9日  | インディアナ州ハモンド           |
| アイアン・セインツ（ヴィトー・トーマセリー∽サル・トーマセリー）           | 2  | 2005年9月10日 | インディアナ州プリマス           |
| イアン・ロッテン∽マッドマン・ポンド                                       | 1  | 2006年3月18日 | インディアナ州ミッドロージアン   |
| ヴァルガー・ディスプレイ・オブ・パワー（ディレンジド∽ブレイン・ダメージ） | 1  | 2006年8月12日 | インディアナ州ミッドロージアン   |
| アイアン・セインツ（ヴィトー・トーマセリー∽サル・トーマセリー）           | 3  | 2007年5月26日 | インディアナ州ミッドロージアン   |
| ブラックアウト（ジョーカー∽リッキー・レイエス）                           | 1  | 2008年3月1日  | イリノイ州ジョリエット           |
| ジョシュ・アバクロンビー∽ミッキー・ナックルズ∽デヴォン・ムーア            | 1  | 2008年4月12日 | イリノイ州ジョリエット           |
| アップ・イン・スモーク（チーチ∽クラウディー）                             | 1  | 2008年5月3日  | イリノイ州ジョリエット           |